# Renate Reinsve
Renate Reinsve (nacida el 24 de noviembre de 1987) es una actriz noruega. Hizo su debut cinematográfico en Oslo, 31 de agosto (2011) antes de protagonizar la película aclamada por la crítica La peor persona del mundo (2021), que le valió el Premio del Festival de Cine de Cannes a la Mejor Actriz y una nominación en los Premios BAFTA. Desde entonces, ha protagonizado la serie de suspenso legal estadounidense Presumed Innocent y la película dramática A Different Man (ambas de 2024).

## Filmografía

### Cine
| Año  | Título                          | Rol       | Notas         |
| ---- | ------------------------------- | --------- | ------------- |
| 2011 | Oslo, 31 de agosto              | Renate    |               |
| 2012 | The Orheim Company              | Lene      |               |
| 2015 | Women in Oversized Men's Shirts | Ane       |               |
| 2015 | Villmark 2                      | Synne     |               |
| 2016 | Welcome to Norway               | Line      |               |
| 2017 | Ekspedisjon Knerten             | Mor       |               |
| 2018 | Føniks                          | Kristin   |               |
| 2021 | La peor persona del mundo       | Julie     |               |
| 2024 | Handling the Undead             | Anna      |               |
| 2024 | A Different Man                 | Ingrid    |               |
| 2024 | Another End                     | Zoe / Ava |               |
| 2024 | Armand                          | Elizabeth |               |
| 2025 | Sentimental Value               | Nora      | En rodaje     |
| —    | X [cita requerida]              | Ingvild   | Posproducción |
| —    | The Governesses                 |           | Posproducción |

## Premios y nominaciones
| Año  | Premio                                                   | Categoría                           | Trabajo nominado          | Resultado   | Ref.        |
| ---- | -------------------------------------------------------- | ----------------------------------- | ------------------------- | ----------- | ----------- |
| 2016 | Amanda Award                                             | Mejor Actriz                        | Welcome to Norway         | Nominada    | [ 3 ]       |
| 2021 | Festival de Cannes                                       | Mejor Interpretación femenina       | La peor persona del mundo | Ganadora    | [ 1 ] [ 2 ] |
| 2021 | Los Angeles Film Critics Association Awards              | Mejor Actriz                        | La peor persona del mundo | Subcampeona | [ 4 ]       |
| 2021 | Premio del cine europeo                                  | Mejor Actriz                        | La peor persona del mundo | Ganadora    | [ 5 ]       |
| 2021 | Greater Western New York Film Critics Association Awards | Mejor Actriz                        | La peor persona del mundo | Nominada    | [ 6 ]       |
| 2021 | Online Association of Female Film Critics                | Mejor Actriz                        | La peor persona del mundo | Nominada    | [ 7 ] [ 8 ] |
| 2021 | Portland Critics Association Awards                      | Mejor Actriz en papel principal     | La peor persona del mundo | Ganadora    | [ 9 ]       |
| 2022 | Premios BAFTA                                            | Mejor Actriz                        | La peor persona del mundo | Pendiente   | [ 10 ]      |
| 2022 | Satellite Awards                                         | Mejor Actriz                        | La peor persona del mundo | Pendiente   | [ 11 ]      |
| 2022 | Vancouver Film Critics Circle                            | Mejor Actriz                        | La peor persona del mundo | Pendiente   | [ 12 ]      |
| 2022 | Critics Association of Central Florida                   | Mejor Actriz                        | La peor persona del mundo | Ganadora    | [ 13 ]      |
| 2022 | National Society of Film Critics                         | Mejor Actriz                        | La peor persona del mundo | subcampeona | [ 14 ]      |
| 2022 | Alliance of Women Film Journalists                       | Mejor interpretación más atrevida   | La peor persona del mundo | Nominada    | [ 15 ]      |
| 2022 | Alliance of Women Film Journalists                       | Mejor interpretación revolucionaria | La peor persona del mundo | Nominada    | [ 15 ]      |
| 2022 | DiscussingFilm Critic Awards                             | Mejor Actriz                        | La peor persona del mundo | Ganadora    | [ 16 ]      |
| 2022 | London Critics Circle Film Awards                        | Mejor Actriz del año                | La peor persona del mundo | Nominada    | [ 17 ]      |
| 2022 | North Dakota Film Critics                                | Mejor Actriz                        | La peor persona del mundo | Nominada    | [ 18 ]      |
| 2022 | Online Film Critics Society                              | Mejor Actriz                        | La peor persona del mundo | Nominada    | [ 19 ]      |
| 2022 | Seattle Film Critics Society                             | Mejor Actriz                        | La peor persona del mundo | Nominada    | [ 20 ]      |
| 2022 | North Carolina Film Critics Association                  | Mejor Actriz                        | La peor persona del mundo | Nominada    | [ 21 ]      |